# NGC 4090
NGC 4090 (również PGC 38288 lub UGC 7077) – galaktyka spiralna (Sab), znajdująca się w gwiazdozbiorze Warkocza Bereniki. Odkrył ją Heinrich Louis d’Arrest 2 maja 1864 roku. Jest to galaktyka z aktywnym jądrem.